# Enarthrobius fumans
Enarthrobius fumans är en mångfotingart som beskrevs av Chamberlin 1944. Enarthrobius fumans ingår i släktet Enarthrobius och familjen stenkrypare. Inga underarter finns listade i Catalogue of Life.